# Hermann II. von Buchenau

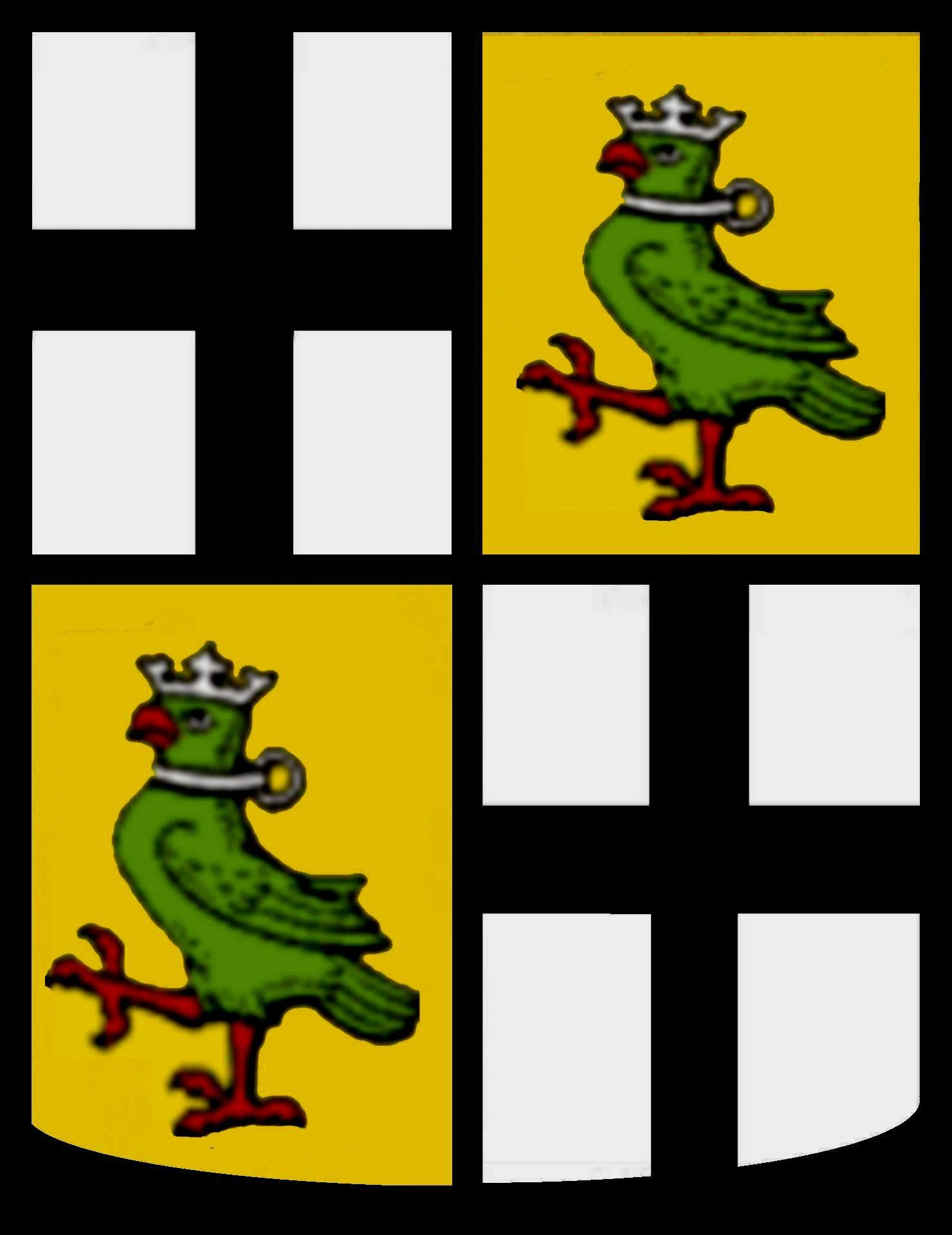
Wappen Hermann II. von Buchenau, Fürstabt von Fulda 1440–1449

Hermann II. von Buchenau († 1449) war von 1419 bis 1427 Koadjutor und Verweser und von 1440 bis 1449 Abt von Fulda. 

## Leben

### Koadjutor
Schwere Fehden und Auseinandersetzungen mit Rittergeschlechtern der Umgebung, auch mit den Landgrafen von Hessen, brachten die Abtei in erhebliche finanzielle Schwierigkeiten. Um die Jahrhundertwende beliefen sich die Schulden auf über 400.000 Gulden. Erzbischof Konrad III. von Mainz setzte 1419 Hermann von Buchenau auf Bitten des Fuldaer Stiftskapitels als Koadjutor ein. Fürstabt Johann I. von Merlau war mit einem Verweser nicht einverstanden, er bestand weiterhin auf seinen Rechten, wurde jedoch 1420 durch Hermann von Buchenau auf dem Schloss Neustadt überfallen und vertrieben. Johann von Merlau bat Erzbischof Konrad und den Würzburger Bischof Johann II. von Brunn um Hilfe; die beiden ignorierten sein Bitten und ernannten stattdessen Eberhard von Buchenau, einen Verwandten des Koadjutors, zum Oberamtmann des Hochstifts. Johann wurde schließlich im Jahre 1425 von Hermann von Buchenau vollständig aus dem Fürstentum Fulda verjagt; er verbündete sich mit dem hessischen Landgrafen Ludwig I., mit dessen Hilfe es ihm im Jahre 1427 gelang, wieder als Abt nach Fulda zurückzukehren. Erzbischof Konrad von Mainz hatte dem Landgrafen am 21. Juli wegen einer auf die Grafschaft Waldeck anstehenden umstrittenen Pfandsumme die Fehde erklärt. Der Landgraf, für den die enge Anlehnung der Abtei Fulda unter dem Koadjutor Hermann von Buchenau an Mainz eine erhebliche Bedrohung darstellte, besiegte im Mainzisch-Hessischen Krieg von 1427 ein mainzisches Heer entscheidend bei Fritzlar (23. Juli) und verfolgte die Mainzer dann bis nach Fulda. Dort weigerten sich Stadt und Abtei, den Mainzern innerhalb ihrer Mauern Schutz zu gewähren. Der Landgraf besiegte die Mainzer ein zweites Mal (10. August), besetzte die Stadt, verjagte Hermann von Buchenau, und setzte Abt Johann wieder ein.

### Fürstabt
Nach dem Tod Johanns I. von Merlau im Jahre 1440 wurde Hermann von Buchenau zum Fürstabt von Fulda gewählt. Damit wurde er gleichzeitig Erzkanzler der Kaiserin und Abtprimas aller Benediktiner-Äbte Germaniens und Galliens.
Mit der Reformierung des Finanzwesens versuchte er nun, die finanziellen Schwierigkeiten in seiner Abtei zu lösen, indem er die Ministerialen zu Zahlungen heranzog. Zudem schritt er gegen Übergriffe der Ministerialen gegenüber Untertanen der Abtei ein. Diese Handlungen und andere Umstände führten zu wachsenden Spannungen zwischen dem Konvent und dem Abt. In seiner Zeit als Fürstabt von Fulda war er offenbar die meiste Zeit bei seinem Freund Dietrich Schenk von Erbach, dem Erzbischof von Mainz. Dies hatte vermutlich auch noch andere Gründe, denn 1427 hatte Landgraf Ludwig I. von Hessen, nach seinem entscheidenden Sieg über Mainz, mit Konrad von Mainz eine Übereinkunft getroffen, dass bei finanziellen Handlungen (Verpfändungen, Verkäufen usw.) Mainz und Hessen sich gegenseitig die Rechte an der Fürstabtei Fulda sichern wollten. Da Hermann von Buchenau und Konrad von Mainz befreundet waren, kam diese Übereinkunft nicht zur Geltung. Die Schmähungen des Fuldaer Konvents erscheinen gegen diesen Hintergrund in einem anderen Licht. Bezeichnend ist darüber hinaus, dass Hermann von Buchenau nur als Zählfürstabt im Register genannt wird; in der eigentlichen Ausarbeitung, d. h. im Text, wird er übergangen. Dieser Umstand macht auch heute noch eine gewisse Disharmonie gegenüber Hermann von Buchenau erkennbar, bzw. macht die Quellenlage oder auch den Ausarbeitungsstand deutlich. Ein sinngemäßer Ausspruch von Hermann von Buchenau war: Er möchte (nach den Handlungen zur Finanzreform, siehe oben) den Betroffenen nicht noch weiter unangenehm zur Last fallen.

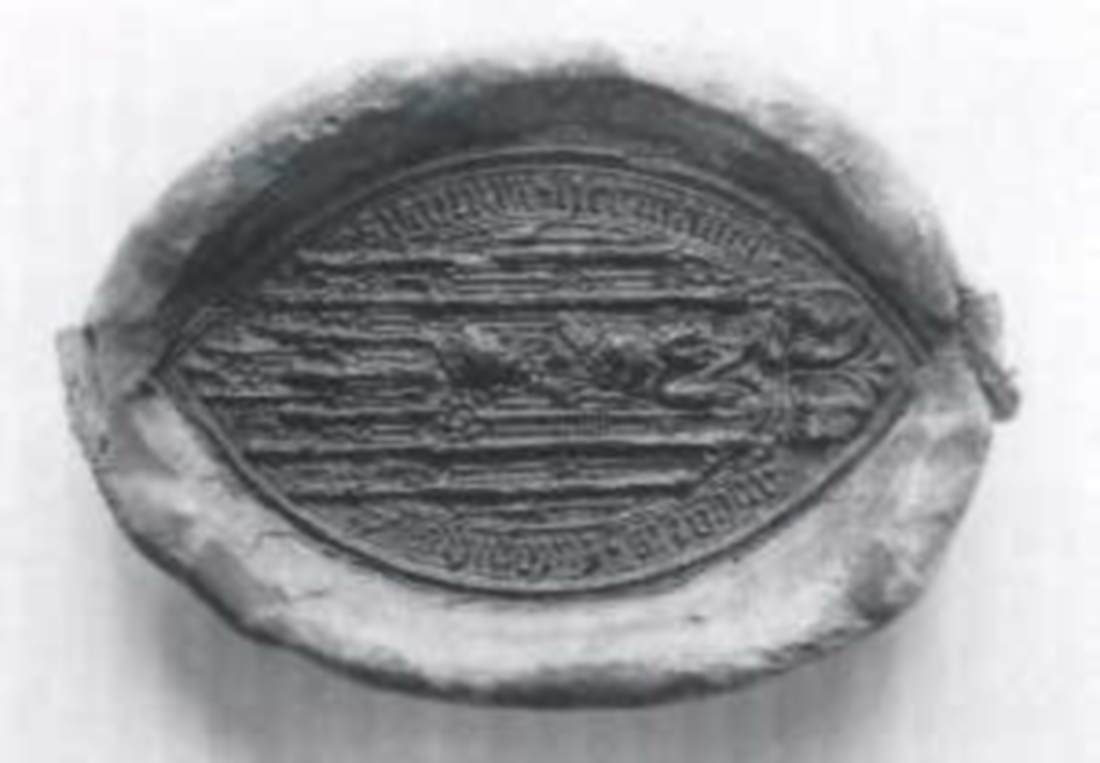
Siegel Fürstabts Hermann II. von Buchenau

Trotz allem kam er nicht zu einem geregelten Haushalt. Er brachte es nicht fertig, die von seinem Vorgänger begonnene "Neue Kirche" zu vollenden, stattdessen erbaute er auf den zerstörten Grundmauern eine neue Propstei Johannesberg.
Aus seiner Abtszeit sind noch fünf Siegel erhalten. Es wurde das Fuldaer Münzwesen neu geordnet; er errichtete eine Münzstätte in Hammelburg.